# Liste des anciennes sucreries de Saint-Martin
Sur la partie française de l’île de Saint-Martin, aux Antilles, l'exploitation artisanale de la canne à sucre à petite échelle a commencé en 1660 mêlée avec la petite production de coton de tabac et d'indigo. Mais les attaques et pillages incessants par des boucaniers, des corsaires ou troupes régulières ennemies (Anglais, Flamands) empêchaient les investissements nécessaires pour une production conséquente et durable. En 1689 par exemple toute la population est déportée de force à St.Christophe et ce ne sera pas la seule fois (voir: Histoire de Saint-Martin). L'inventaire de 1731 n'indique que 3 petites sucreries. Ce n'est qu'à partir de 1764 (à la suite du traité de Paris mettant fin de la Guerre de Sept Ans) que la situation s’améliore rendant possible l'exploitation semi-industrielle de la canne à sucre par des « Habitations sucreries » et ceci d'autant plus que les investisseurs furent soit des anglais d'Anguilla, soit des français huguenots émigrés ou hollandais de Philipsburg. Toutefois cette période ne s'est étendue que sur une durée d'environ un siècle, principalement entre 1768 à 1865 avec une production maximum atteinte entre 1790 et 1835, soit pendant seulement 45 ans. Le record de longévité de 142 ans étant tenu par l'Habitation SPRING au fond Est de la plaine de Concordia.  
Les études historiques,, (particulièrement celle spécifique de Denise et Henri Parisis, « Le siècle du sucre à Saint-Martin français », Bulletin de la société d'histoire de la Guadeloupe, Aubenas, Imp. Lienhart, nos 99 à 102,‎ 1994 (ISSN 0583-8266)) ont montré l'existence de 35 habitations sucrières sur les XVIIIe et XIXe siècles.
Certaines de ces sucreries tenues par des petits planteurs français restèrent pauvre et primitives, tandis-que d'autres assez rentables appartenaient à de riches négociants, armateurs ou officiels (de diverses nationalités) qui avaient les moyens d'investir.  
Ce qui a vraiment anéanti la production semi-industrielle du sucre à Saint-Martin dès 1830, fut la mise en culture progressive et incontournable des larges exploitations aux grandes Antilles et sur le continent américain. L’exiguïté des surfaces cultivables en canne de l'île a provoqué l'abandon au profit de l'élevage.
Après l'(abolition de l'esclavage) de 1848, afin de continuer d’exister, les sucreries survivantes ont signé des contrats avec leurs travailleurs et certaines les ont même associés aux résultats. Des parcelles de terrain leur ont été soit données soit vendues.
C'est autour de ces "habitations-sucreries" que leur travailleurs ont développé les actuels quartiers : Saint-James, Hameau-du-Pont, Rambaud, Saint-Louis, Colombier et partiellement Quartier-d'Orléans.     

## Classement par secteurs topographiques

### Quartier de Marigot
| Noms                                          | Période     | Altitude | Propriétaires successifs | État actuel                                  |
| --------------------------------------------- | ----------- | -------- | --- | -------------------------------------------- |
| Morne Fortune                                 | 1767 à 1852 | 15 m     | Pierre Desmonts (Huguenot émigré), Jacobus Heyliger (hollandais), Ann Desmonts, Sébastien de Durat, Louis de Durat, Jean Desmonts (Huguenot). | Traces encore visibles 3 chaudières à sucre  |
| Saint-Jean                                    | 1768 à 1860 | 10 m     | Jean Desmonts (Huguenot), Ann Desmonts & Johannis Doncker (hollandais), Sébastien de Durat, Louis de Durat, John de Chalus, Louis-Alexandre Van Romondt (hollandais)                                                                                 | Ruines bien visibles                         |
| Relief / Anna's Hope / La Favorite / Bellevue | 1770 à 1836 | 15 m     | Claude Chabert (Huguenot), Joseph Viollet, Philippe Raimbaud, Benjamin Buntin (anglais), Lucas Davis (anglais), Christophe Blyden Jr., Thomas Forgarty-Huré, Louis-Frédéric Fortin, Charles de Méry d'Arcy, Louis-Alexandre Van Romondt (hollandais) | Traces, puits                                |
| Hope / Saint-James                            | 1768 à 1834 | 15 m     | James Lee (irlandais), Michael Hannah, Abraham Lee (métis), Ann Desmonts, Jean-Sébastien de Durat | 2 chaudières à sucre                         |
| Concordia                                     | 1770 à 1830 | 20 m     | John Maillard (anglais), Charlotte Heyliger (hollandaise), William Cock (anglais), Daniel French | Ruines encore visibles, puits                |
| Diamant                                       | 1770 à 1852 | 35 m     | Benjamin Gumbs (anglais d'Anguille), Elisabeth Gumbs, Jean-Joseph Cremony, Abraham Z. Doncker (hollandais), Emmanuel Morel de la Colombe | Ruines encore visibles, puits                |
| Upper Estate / Gibraltar                      | 1770 à 1840 | 40 m     | Jacob Gumbs (anglais d'Anguille), Thomas Gumbs, Mary Gibbes (née Gumbs), Charles Morel de la Colombe | 1 chaudière à sucre, soubassements, puits    |
| Spring / Ann-Mary                             | 1773 à 1915 | 40 m     | Le Preux & Luc Druault & Jean-Baptiste Durieux (négociants de Guadeloupe), John Hodge (anglais d'Anguille), Williams Cock, Eliza-Mary French (née Cock)                                                                                              | Ruines très visibles dont la haute cheminée. |
| Hope                                          | 1777 à 1850 | 10 m     | John Mardenbrough (anglais), Jan Verveer (gouverneur de St.Maarten), Josephine-Marie-Zaïre Laclef (née Dormoy) | 1 chaudière à sucre, puits, soubassements    |
| Franciero                                     | 1782 à 1805 | 20 m     | Jean-Baptiste Franciéro (de Guadeloupe), Mardenbrough (héritiers) | Plus rien                                    |
| Terres-Basses                                 | 1792 à 1835 | 03 m     | William Fletcher (anglo-américain), Richard Downing JENNINGS, John Packwood JENNINGS (de St.Thomas), M.Danois (de St.Thomas) est-ce le métis Danois insurgé de Guadeloupe avec Pelage et Massoteau ? , James Devers (de St. Pierre et Miquelon),     | Ruines bien visibles                         |

### Quartier du Colombier
| Noms                                       | Période     | Altitude | Propriétaires successifs | État actuel            |
| ------------------------------------------ | ----------- | -------- | ------------------------ | ---------------------- |
| Cripple-Gate                               | 1771 à 1863 | 25 m     | donnée L1-C              | Ruines peu visibles    |
| Golden Estate / Golden Rock / Golden Grove | 1771 à 1860 | 50 m     | donnée L2-C              | ?                      |
| Delight                                    | 1771 à 1852 | 55 m     | donnée L3-C              | ?                      |
| Hope                                       | 1771 à 1860 | 65 m     | donnée L4-C              | ?                      |
| Lottery                                    | 1773 à 1855 | 70 m     | donnée L5-C              | ?                      |
| Paradis                                    | 1782 à 1850 | 270 m    | donnée L6-C              | Ruines encore visibles |
| Union                                      | 1782 à 1875 | 20 m     | donnée L7-C              | ?                      |
| Anse des Pères / Friars's Bay / Industrie  | 1776 à 1870 | 05 m     | donnée L8-C              | Ruines encore visibles |
| Saint-Louis                                | 1788 à 1855 | ??m      | donnée L9-C              | ?                      |
| Garden of Eden                             | 1775 à 1855 | ??m      | donnée L10-C             | ?                      |

### Quartier de la Grande Case
| Noms                        | Période                 | Altitude | Propriétaires successifs | État actuel |
| --------------------------- | ----------------------- | -------- | ------------------------ | ----------- |
| L'Espérance                 | 1775 à 1860             | 30 m     | donnée L1-C              | ?           |
| Two Brothers                | 1780 à 1848             | 5 m      | donnée L2-C              | ?           |
| Hope                        | 1773 à 1845             | 20 m     | donnée L3-C              | ?           |
| Mount Vernon                | 1786 à 1789 1814 à 1850 | 25 m     | donnée L4-C              | ?           |
| Lacroisade / Mont Industrie | 1810 à 1833             | 50 m     | donnée L5-C              | ?           |
| Mount Pleasant              | 1792 à 1830             | 5 m      | donnée L6-C              | ?           |

### Quartier d'Orléans
| Noms                                       | Période     | Altitude | Propriétaires successifs | État actuel            |
| ------------------------------------------ | ----------- | -------- | ------------------------ | ---------------------- |
| New Grove / Restauration                   | 1792 à 1838 | 30 m     | donnée L1-C              | ?                      |
| Spring                                     | 1785 à 1848 | 15 m     | donnée L2-C              | ?                      |
| Mount Razant / Chambard                    | 1803 à 1817 | ??m      | donnée L3-C              | ?                      |
| Spring / Saint-Georges                     | 1784 à 1855 | ??m      | donnée L4-C              | ?                      |
| Grand-Fond                                 | 1784 à 1855 | ??m      | donnée L5-C              | ?                      |
| Two Brothers / Zorg & Rust / Blooming Dale | 1783 à 1837 | 05 m     | donnée L6-C              | Ruines restaurées      |
| Les Deux Amis                              | 1790 à 1848 | 30 m     | donnée L7-C              | ?                      |
| Spring / Ste Marie / Belle Plaine          | 1785 à 1900 | 15 m     | donnée L8-C              | Ruines encore visibles |